# ABC Afterschool Special
ABC Afterschool Special is een Amerikaanse televisieserie voor tieners die van 1972 tot en met 1997 door ABC werd uitgezonden, meestal in de late namiddag. De afleveringen stonden los van elkaar en hadden allemaal een ernstig onderwerp als thema, zoals analfabetisme, drugsgebruik en tienerzwangerschappen. Sommige afleveringen waren documentaires of werden in animatievorm gepresenteerd. Tijdens zijn 25-jarig bestaan won de serie 51 Daytime Emmy Awards en 4 Peabody Awards.